# Десятицентовик Вудроу Вілсона
«Десятицентовик Вудроу Вілсона» (англ. The Woodrow Wilson Dime) — гумористичний науково-фантастичний роман амеиканського письменника Джека Фінні, опублікований 1968 року на основі оповідання «Інша дружина» (англ. «The Other Wife») 1960-го року.

## Сюжет
29-річний мешканець Нью-Йорка Бен Беннелл веде життя, яке його не задовольняє: він ненавидить свою роботу, свою набридливу дружина Гетті набридає, і кожен вважає його наймншим гвинтиком суспільства.
Одного разу Бен знаходить 10-центову монету з зображенням Вудро Вільсона й виявляє, що це ключ до входу в паралельний світ: у цьому альтернативному світі Бен є керівником успішного рекламного агентства, він одружений з красунею Тессі і всі його поважають.
Але коли Бен дізнається, що в цій паралельній реальності його дружина Гетті одружена з Кастером, він розуміє, що ревнує її й все ще закоханий у неї. Після цього Бен вирішує повернутися до свого світу, але там справи у нього йдуть ще гірше: Гетті вирішує розлучитися з ним та зустрічає нове кохання, й у цьому світі ним виявляється Кастер.
Намагаючись переосмислити шлюб між Гетті та Кастером, Бен починає переміщення між двома паралельними світами. Використовуючи досвід з цього альтенативного світу, Бен зрештою досягає своєї мети: Гетті не одружується з Кастером і вирішує повернутися до Беннела.